# Acutitornus
Acutitornus é um gênero de traça pertencente à família Agonoxenidae.